# Mugnano di Napoli
Mugnano di Napoli es un municipio italiano localizado en la ciudad metropolitana de Nápoles, región de Campania. Cuenta con 34 914 habitantes en 5,25 km².
Limita con las siguientes comunas: Calvizzano, Giugliano de Campania, Marano di Napoli, Melito di Napoli, Nápoles y Villaricca.

## Demografía
| Gráfica de evolución demográfica de Mugnano di Napoli entre 1861 y 2011 |
|                                                                         |
| Fuente ISTAT - elaboración gráfica de Wikipedia                         |